# Metodyzm

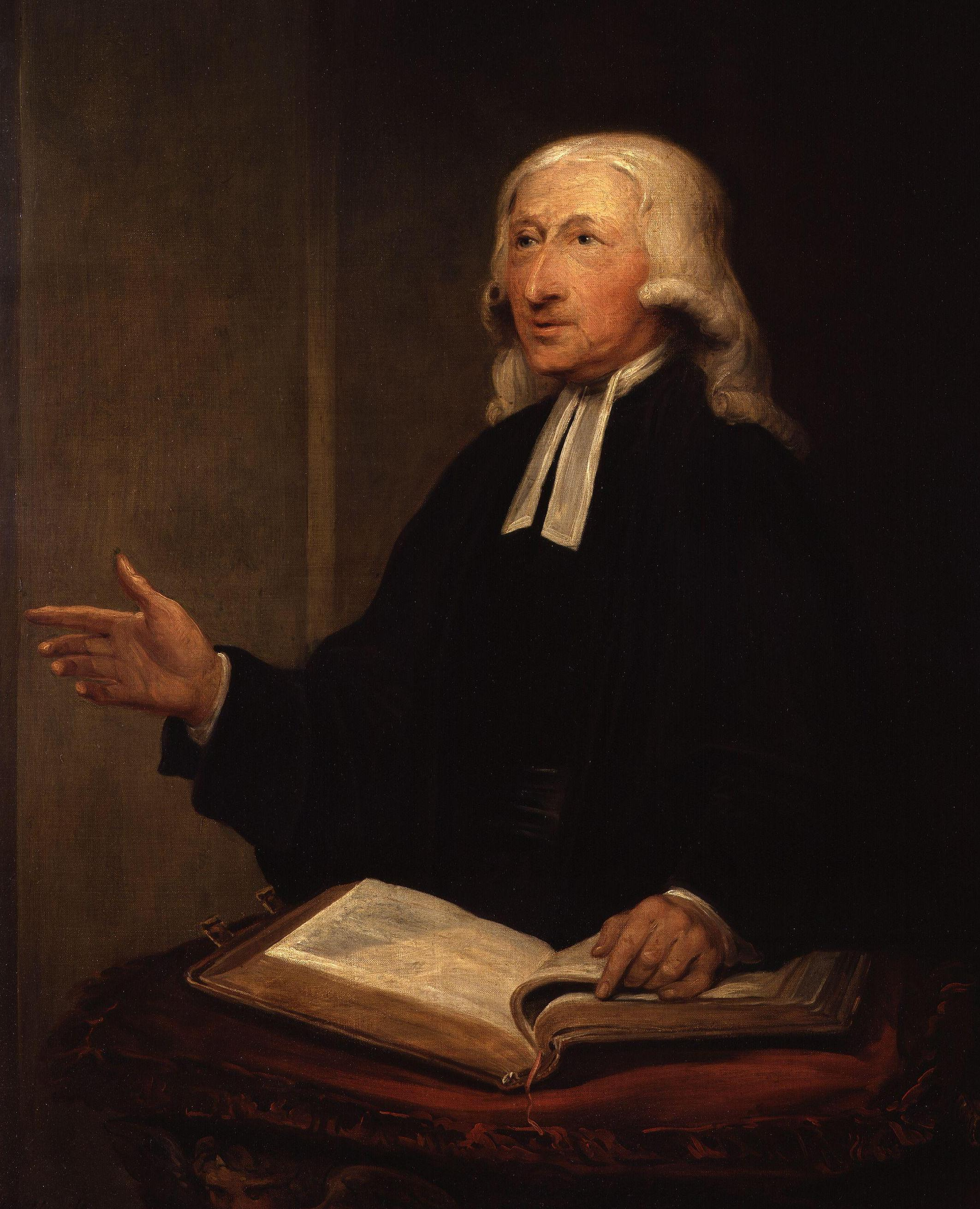
John Wesley – „ojciec metodyzmu”

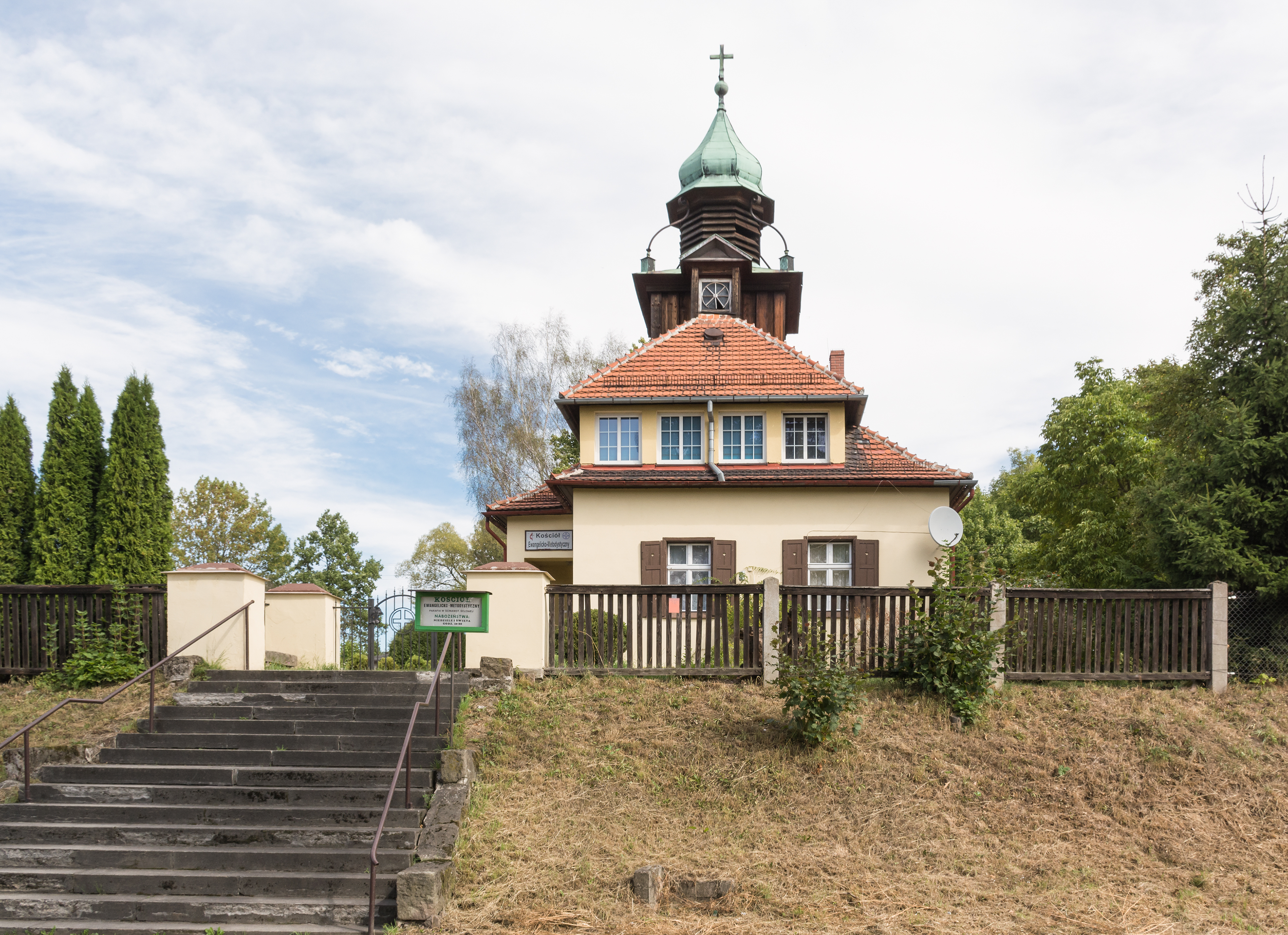
Parafia Ewangelicko-Metodystyczna w Ścinawce Średniej

Metodyzm – nurt chrześcijaństwa zapoczątkowany jako wewnętrzny ruch ożywienia wewnątrz Kościoła anglikańskiego (pod wpływem pietyzmu), kierowany przez Johna Wesleya i jego brata, Charlesa. Do kręgu kluczowych działaczy ruchu w początkowej fazie jego dziejów należał George Whitefield. Początkowo nazwę „metodyzm” nadawali ironicznie przeciwnicy Wesleya, którzy krytykowali nadmierny ich zdaniem rygoryzm i skrupulatność w wypełnianiu obowiązków religijnych. Później zwolennicy Wesleya uznali tę nazwę za chlubną.
John Wesley nie zamierzał wprowadzić zmian doktrynalnych ani wyodrębnić swojego ruchu poza anglikanizm, zamierzał natomiast kłaść nacisk na poprawną praktykę życia chrześcijańskiego. Podkreślał naukę o zbawieniu przez wiarę, a nie poprzez rytuały. Jako znakomity kaznodzieja gromadził tłumy na wolnym powietrzu – ze względu na niechęć oficjalnych przedstawicieli Kościoła anglikańskiego.
Kościoły metodystyczne liczą 80,5 miliona wiernych i sympatyków, istnieją w 133 krajach świata (w Polsce głównie Kościół Ewangelicko-Metodystyczny w RP, powstały w 1922 i liczący 4,5 tysiąca wiernych). Największa społeczność metodystów mieszka w Stanach Zjednoczonych.

## Doktryna i praktyka
W doktrynie i praktyce metodyzm stanowi ogniwo pośrednie między historycznymi kościołami protestanckimi (luterańskimi, kalwińskimi) a ugrupowaniami tzw. Kościołów wolnych (zwłaszcza denominacje baptystyczne, zielonoświątkowe i należące do tzw. ruchu uświęceniowego). Podstawę doktrynalną, obok Biblii, stanowią pisma Johna Wesleya. Metodyzm uznaje cztery szczeble wiodące do zbawienia:
- usprawiedliwienie
- odrodzenie
- łaska Ducha
- uświęcenie

Bóg oddziałuje na człowieka, kiedy ten modli się, pości, studiuje Pismo Święte, przyjmuje sakramenty oraz prowadzi z Bogiem rozmowy duchowe.
Zgodnie z doktryną arminianizmu, metodyści zdecydowanie odrzucają predestynację. Można stwierdzić, że myśl Wesleya staje się pomostem łączącym ze sobą myśl Wschodu i Zachodu, ale także chrześcijaństwo ewangeliczne z jego swoistym patosem rozgrzania serca i darmowości zbawienia z chrześcijaństwem katolickim, kładącym nacisk na osobistą drogę uświęcenia.
Swą pierwotną ekspansję metodyzm zawdzięcza intensywnej działalności ewangelizacyjnej, w tym kampaniom ewangelizacyjnym poza obiektami sakralnymi. Praktyka w tym zakresie obejmowała takie zachowania jak: zgromadzenia obozowe (ang. camp meetings), wezwanie ołtarzowe i ława pokutników.

## 25 Artykułów wiary
Artykuły Wiary Kościoła Ewangelicko-Metodystycznego
Artykuł I
O wierze w Trójcę Świętą
Jest tylko jeden Bóg żywy, prawdziwy i wiekuisty, niematerialny i bezcielesny, o nieskończenie wielkiej mocy, mądrości i dobroci; Stwórca i zachowawca wszech rzeczy widzialnych i niewidzialnych. A w tej jedynej istocie Bóstwa są trzy Osoby jako jeden byt, równie wszechmocne i równie odwieczne – Ojciec, Syn i Duch Święty.
Artykuł II
O Słowie, czyli o Synu Bożym, który stał się człowiekiem
Syn Boży, który jest Słowem Ojca, prawdziwego, odwiecznego Boga, będąc z Ojcem jednej istoty, przyjął naturę ludzką z łona błogosławionej Dziewicy. Tak dwie pełne i doskonałe natury, czyli bóstwo i człowieczeństwo, połączyły się nierozerwalnie w jednej osobie. Jeden jest więc Chrystus, prawdziwy Bóg i prawdziwy człowiek, który prawdziwie cierpiał, został ukrzyżowany, umarł i pogrzebion, aby pojednać Ojca z nami i aby stać się ofiarą nie tylko za grzech pierworodny, lecz także za wszystkie grzechy ludzkie.
Artykuł III
O Zmartwychwstaniu Chrystusa
Chrystus prawdziwie zmartwychwstał i przyjął na powrót swoje ciało ze wszystkim, co się składa na doskonałość natury ludzkiej oraz wstąpił na niebiosa, aby w dniu Sądu Ostatecznego przyjść znowu sądzić wszystkich ludzi.
Artykuł IV
O Duchu Świętym
Święty, który pochodzi od Ojca i Syna, jest co do swej istoty, majestatu i chwały, jednością z Ojcem i Synem, prawdziwym, wiecznym Bogiem.
Artykuł V
Pismo Święte wystarczającą podstawą do zbawienia
Pismo Święte zawiera wszystkie rzeczy niezbędne do zbawienia. Czego zaś w nim nie ma, ani nie może być dowiedzione Pismem Świętym, nie może obowiązywać człowieka jako artykuł wiary ani nie może stanowić pożądanego bądź nieodzownego warunku zbawienia. Za Pismo Święte uważamy te księgi kanoniczne Starego i Nowego Testamentu, których autorytet nigdy nie budził w Kościele wątpliwości. Nazwy ksiąg kanonicznych są następujące:
Genesis (Księga Rodzaju), Exodus (Księga Wyjścia), Leviticus (Księga Kapłańska), Numeri (Księga Liczb), Deuteronumium (Księga Powtórzonego Prawa), Księga Jozuego, Księga Sędziów, Księga Ruth, Pierwsza Księga Samuela, Druga Księga Samuela, Pierwsza Księga Królewska, Druga Księga Królewska, Pierwsza Księga Kronik, Druga Księga Kronik, Księga Ezdrasza, Księga Nehemiasza, Księga Estery, Księga Hioba, Księga Psalmów, Księga Przypowieści Salomona, Księga Kaznodziei Salomonowego (Eklezjasta), Pieśń nad Pieśniami Salomona, Księgi czterech Proroków większych i Księgi dwunastu Proroków mniejszych.
Wszystkie ogólnie przyjęte księgi Nowego Testamentu przyjmujemy i uznajemy za kanoniczne.
Artykuł VI
O Starym Testamencie
Stary Testament nie jest przeciwnikiem Nowego, bo zarówno w Starym, jak i Nowym Testamencie Chrystus przynosi ludzkości życie wieczne, będąc jedynym pośrednikiem między Bogiem a człowiekiem. Dlatego też nie należy dawać posłuchu tym, którzy twierdzą, że ojcowie Starego Przymierza szukali w Starym Testamencie tylko przemijających obietnic. Jakkolwiek Zakon, nadany przez Boga za pośrednictwem Mojżesza, normując ceremonie i obrządki kultowe nie obowiązuje chrześcijan, ani też świeckie nakazy Zakonu nie muszą obowiązywać żadnego społeczeństwa, to jednak chrześcijanin nie może uchylać się od posłuszeństwa przykazaniom moralnym, zawartym w Starym Testamencie.
Artykuł VII
O grzechu pierworodnym
Grzech pierworodny nie polega na pójściu w ślady Adama (jak błędnie twierdzą pelagianie), lecz na skażeniu natury ludzkiej w każdym człowieku, jako potomku Adama. Przez grzech człowiek oddalił się od pierwotnej sprawiedliwości i popadł w swej naturze w nieustającą skłonność do zła.
Artykuł VIII
O wolnej woli
Położenie człowieka od upadku Adama jest tego samego rodzaju, iż człowiek nie może o własnych siłach i dzięki swoim uczynkom zmienić się ani przygotować do wiary i zbliżenia się do Boga. Bez łaski bożej w Chrystusie nie jesteśmy zdolni do spełniania dobrych uczynków, miłych Bogu i podobających Mu się. Łaska budzi w nas dobrą wolę, a Chrystus dopomaga nam do spełniania dobrych uczynków, gdy tę dobrą wolę okażemy.
Artykuł IX
O usprawiedliwieniu człowieka
Jedynie dzięki zasługom naszego Pana i Zbawiciela Jezusa Chrystusa możemy być uznani przed Bogiem za sprawiedliwych, i to przez wiarę, a nie dzięki własnym uczynkom i zasługom. Jesteśmy więc usprawiedliwieni tylko przez wiarę i jest to zaiste zdrowa nauka, darząca nas otuchą.
Artykuł X
O dobrych uczynkach
Jakkolwiek dobre uczynki, stanowiące owoc wiary i spełniane po uzyskaniu usprawiedliwienia, nie mogą zmazać naszych grzechów ani ostać się wobec surowego sądu Bożego, to jednak są one miłe Bogu w Chrystusie i podobają się im.
Artykuł XI
O uczynkach nadobowiązkowych
Jeśli kto głosi, że człowiek nie jest obowiązany do spełniania żadnych innych dobrych uczynków prócz tych, o których jest mowa przykazaniach Bożych, to nauka jego jest zuchwała i bezbożna. Przez takie bowiem nadobowiązkowe dobre uczynki człowiek daje świadectwo, iż chce oddać Bogu nie tylko to, do czego jest zobowiązany, ale coś więcej, niż się od niego żąda. Chrystus mówi przecież wyraźnie: „Gdy uczynicie wszystko co wam kazano, mówcie: Jesteśmy sługami bezużytecznymi...”.
Artykuł XII
O grzechach popełnianych po uzyskaniu usprawiedliwienia
Nie każdy grzech popełniony po uzyskaniu usprawiedliwienia jest grzechem przeciwko Duchowi Świętemu, a więc nieprzebaczalnym. Dlatego dar pokuty nie może być odmówiony tym, którzy popadli w grzech po usprawiedliwieniu. Chociaż przyjęliśmy Ducha Świętego, możemy utracić łaskę i popaść w grzech, ale dzięki łasce Bożej możemy też powstać na nowo i poprawić się w życiu. Dlatego odrzucamy twierdzenia tych, którzy zapewniają, że nie popadną więcej w grzech, póki żyją, lub że nie ma przebaczenia dla tych, którzy pokutują.
Artykuł XIII
O Kościele
Widzialny Kościół Jezusa Chrystusa jest zgromadzeniem ludzi wierzących, w którym głoszone jest czyste Słowo Boże i udzielane są prawowicie sakramenty z zachowaniem obrządków zgodnych z nakazami Chrystusa.
Artykuł XIV
O czyśćcu
Rzymska nauka o czyśćcu, odpustach, kulcie i adorowaniu obrazów i relikwii oraz wzywaniu świętych jest naiwną i dowolnie wymyśloną rzeczą, niepotwierdzoną w Piśmie Świętym, sprzeczną ze Słowem Bożym.
Artykuł XV
O posługiwaniu się w obrzędach językiem zrozumiałym dla ludu
Nie jest zgodne ze Słowem Bożym ani zwyczajami pierwotnego Kościoła odprawianie publicznych modłów w Kościele lub udzielanie sakramentów w języku niezrozumiałym dla ludu.
Artykuł XVI
O sakramentach
Sakramenty ustanowione przez Chrystusa nie są jedynie znamionami i znakami wyznania chrześcijańskiego, lecz raczej wyrazem łaski i upodobania Bożego względem nas. Przez sakramenty Bóg działa w nas w niewidzialny sposób i nie tylko posila nas, lecz także umacnia i utwierdza naszą wiarę w Niego. Dwa są sakramenty ustanowione w Ewangelii przez Chrystusa, naszego Pana: Chrzest i Wieczerza Pańska. Pięć pozostałych aktów zwanych powszechnie sakramentami, tj. bierzmowania, pokuty, kapłaństwa, małżeństwa i ostatniego namaszczenia, nie można zaliczyć do sakramentów Ewangelii; powstały one częściowo przez niedoskonałe naśladowanie Apostołów, częściowo odnoszą się do pewnych stanów w życiu człowieka, potwierdzonych w Piśmie Świętym. Nie mają jednak tej samej istoty co Chrzest i Wieczerza Pańska dlatego, że nie są widzialnymi znakami lub obrządkami nakazanymi przez Boga. Chrystus nie ustanowił sakramentów po to, by przyciągały uwagę swą stroną zewnętrzną i by tworzyć czcze formuły, lecz po to, byśmy z nich prawidłowo korzystali. Swój zbawienny wpływ sakramenty wywierają tylko na tych, którzy godnie do nich przystępują; ci zaś, którzy przystępują do nich niegodnie, ściągają na siebie potępienie, jak wskazuje na to św. Paweł.
Artykuł XVII
O Chrzcie
Chrzest to nie tylko znak wyznania wiary i znamię odróżniające chrześcijan od tych, którzy nie są ochrzczeni, lecz także znak odrodzenia i początku nowego życia. Chrzest małych dzieci powinien być w Kościele zachowany.
Artykuł XVIII
O Wieczerzy Pańskiej
Wieczerza Pańska powinna być nie tylko znakiem wzajemnej miłości chrześcijańskiej, jest bowiem ona przede wszystkim sakramentem naszego odkupienia przez śmierć Chrystusa. Przeto dla tych, którzy godnie przystępują z wiarą do Stołu Pańskiego, chleb, który łamiemy, jest społecznością Ciała Chrystusowego, a kielich błogosławieństwa społecznością Krwi Pańskiej.
Przeistoczenie, czyli przemiana substancji chleba i wina w Wieczerzy Pańskiej, nie może być udowodnione na podstawie Pisma Świętego, wypacza istotę sakramentu i było źródłem wielu błędów.
Udzielanie, przyjmowanie i spożywanie Ciała Chrystusa w Wieczerzy Pańskiej dokonywa się w sposób nadprzyrodzony i duchowy. Tym, co sprawia, iż przystępujący do Komunii św. przyjmuje i spożywa Ciało Chrystusa, jest wiara.
Chrystus nie zostawił nakazu przechowywania chleba eucharystycznego, obnoszenia go ani adorowania.
Artykuł XIX
O Komunii św. pod obiema postaciami
Kielicha Pańskiego nie należy wzbraniać ludziom świeckim. Chrystus nakazał udzielać wszystkim chrześcijanom Wieczerzy Pańskiej pod obiema postaciami.
Artykuł XX
O spełnieniu ofiary Chrystusa na krzyżu
Ofiara Chrystusa raz dokonana na krzyżu jest doskonałym odkupieniem, przebłaganiem i zadośćuczynieniem za grzechy całego świata. Jest ona zarówno pierwotna jak aktualna. Dlatego groźne i bluźniercze jest mniemanie, jakoby kapłan ofiarowywał Chrystusa podczas mszy św. za żywych i umarłych, dla zgładzenia ich cierpień i grzechów.
Artykuł XXI
O małżeństwie duchownych
Sługom Chrystusa Zakon Boży nie nakazuje ślubować bezżenności ani powstrzymywania się od małżeństwa. Dlatego, jak wszystkim innym chrześcijanom, tak i duchownym przysługuje prawo wstępować w związek małżeński, według własnego uznania, byle tylko w takim stanie zachowali najdoskonalszą bogobojność.
Artykuł XXII
O obrządkach i ceremoniach kościelnych
Obrządki i ceremonie nie muszą być wszędzie takie same bądź maksymalnie ujednolicone, zawsze bowiem bywały one odmienne i mogą ulegać zmianom w rozmaitych krajach i okresach, stosownie do panujących wśród ludzi zwyczajów. Zastrzega się jednak, by nie było w nich sprzeczności ze Słowem Bożym. Należy jednak występować otwarcie przeciwko tym, którzy na podstawie osobistych przekonań dowolnie i celowo naruszaliby obrządki i ceremonie swego Kościoła, niebędące w sprzeczności ze Słowem Bożym, a które zostały ustanowione i przyjęte przez powszechny autorytet. Chodzi bowiem o to, by nie naruszać porządku we wspólnocie Kościoła i nie dawać zgorszenia słabym współwyznawcom.
Każdy poszczególny Kościół ma prawo ustanawiać, zmieniać lub znosić obrządki i ceremonie, ale tak, by to służyło wzajemnemu budowaniu.
Artykuł XXIII
O sprawujących rządy w Stanach Zjednoczonych Ameryki
Prezydent, Kongres, ogólne zgromadzenia, gubernatorzy i rady stanowe sprawują rządy w Stanach Zjednoczonych Ameryki jako przedstawiciele ludu, zgodnie z podziałem władz przewidzianym w Konstytucji Stanów Zjednoczonych, jak i konstytucji poszczególnych Stanów. Poszczególne Stany są suwerennymi i niezależnymi tworami państwowymi, niepodlegającymi jakiejkolwiek władzy z zewnątrz.
Artykuł XXIV
Chrześcijanie a własność
Bogactwa i dobra posiadane przez chrześcijan nie są, w sensie prawnym, własnością wspólną, jak to niektórzy fałszywie interpretują. Niemniej wszyscy są obowiązani składać ze swego dobytku jałmużny dla ubogich, stosownie do swych możliwości.
Artykuł XXV
O składaniu przysięgi przez chrześcijan
Jakkolwiek wyznajemy, że nasz Pan Jezus Chrystus i Jego Apostoł Jakub zabraniają składania przysięgi pochopnie i w sprawach błahych, to jednak naszym zdaniem religia chrześcijańska nie zabrania przysięgi, zwłaszcza gdy żąda tego władza ze względu na wiarygodność i litość dla bliźnich. Zgodnie z nauką proroków, wolno składać przysięgę tylko w rzeczach sprawiedliwych, po należytej rozwadze i ściśle trzymając się prawdy.
O uświęceniu
Uświęcenie to odnowa naszej upadłej natury, dzieło Ducha Świętego. Odnowy tej doznajemy dzięki wierze w Jezusa Chrystusa, który przez swą ofiarę pojednania oczyszcza nas od wszelkiego grzechu. Przez Jego Krew jesteśmy nie tylko uwolnieni od winy grzechu, ale także obmyci ze zmazy, uwolnieni od mocy grzechu i uzdolnieni, dzięki łasce, do miłowania Boga z całego serca i nieskazitelnego przestrzegania Jego świętych przykazań.
O obowiązkach chrześcijan względem władz
Powinnością wszystkich chrześcijan, a w szczególności wszystkich duchownych chrześcijańskich, jest zachowywanie i posłuszeństwo prawu i nakazom władz kraju, którego są obywatelami lub w którym mieszkają na stałe. Powinni oni wszelkimi godziwymi środkami zachęcać do posłuszeństwa władzom danego kraju.

(Dwa ostatnie Artykuły nie posiadają numeracji, ponieważ nie należą do historycznych Artykułów Wiary Kościoła, obowiązujących od 1784 roku. Zostały one przyjęte przez Konferencję Generalną w 1939 roku. Artykuł „O obowiązkach chrześcijan względem władz” stanowi uzupełnienie Artykułu XXIII dotyczącego rzeczywistości politycznej Stanów Zjednoczonych Ameryki, formułując obywatelskie powinności metodystów w innych krajach).

## Metodyzm w Polsce
W Polsce po raz pierwszy metodyzm pojawił się w dwudziestoleciu międzywojennym, w Warszawie, Chodzieży, Katowicach, Grudziądzu i we Lwowie.
W latach 1920–1921 powstała w Polsce Misja Metodystów ze Stanów Zjednoczonych (Episkopalny Kościół Metodystyczny Południa). Do 1990 działał pod nazwą „Kościół Metodystyczny w Polsce”, następnie jako Kościół Ewangelicko-Metodystyczny w RP z 4,5 tys. wyznawców w 50 zborach i innych placówkach. Administracyjnie dzieli się na 4 okręgi: centralny, mazurski, zachodni oraz południowy. Zwierzchnikiem Kościoła jest Superintendent Naczelny ks. Andrzej Malicki, a honorowym zwierzchnikiem jest ks. Edward Puślecki, superintendent naczelny w latach 1989–2013. W 2005 roku powstał także odrębny Ewangeliczny Kościół Metodystyczny (zarejestrowany w 2017) z parafią w Krakowie oraz filiałami w Gliwicach i Nowym Sączu.